# Šigejoši Močizuki
Šigejoši Močizuki (japonsko 望月 重良), japonski nogometaš, * 9. julij 1973.
Za japonsko reprezentanco je odigral 15 uradnih tekem.